# Donja Pecka
Donja Pecka (cyr. Доња Пецка) – wieś w Bośni i Hercegowinie, w Republice Serbskiej, w gminie Mrkonjić Grad. W 2013 roku liczyła 21 mieszkańców.